# Comuna Albu
Albu (în germană Alp) este o fostă comună (vald) din Comitatul Järva, Estonia. Zona a fost locuită de germanii baltici.
În urma reformei administrative estone din 2017, teritoriul comunei a fost înglobat în teritoriul comunei Järva.

## Geografie
Înainte de anul 2017, comuna avea o suprafață de 257 km2 și are cuprindea 16 sate.

## Populația
Conform datelor oferite de recensământul din 2000, comuna număra 1.412 locuitori. Reședința comunei înainte de comasare era satul Järva-Madise.

## Localități componente(Sate)
- Ageri
- Ahula
- Albu
- Järva-Madise
- Kaalepi
- Lehtmetsa
- Mägede
- Mőnuvere
- Neitla
- Orgmetsa
- Peedu
- Pullevere
- Seidla
- Soosalu
- Sugalepa
- Vetepere